# Classification des arts
La classification des arts désigne les différents types d'arts faisant partie du système des Beaux-Arts. Leur nombre et leurs caractéristiques peuvent varier dans l'histoire et dans la littérature. 

## Dans l'Antiquité
Les Grecs de l’Antiquité n’avaient pour eux ni le concept ni le mot correspondant à « art ». Ceux-ci distinguaient certaines activités, appelées « τεχνή » (techné). 
Ces dernières étaient parrainées par des Muses, dont le nombre total finit par se stabiliser à neuf :
- Calliope : poésie épique ;
- Clio : histoire ;
- Érato : poésie érotique et lyrique ;
- Euterpe : musique ;
- Melpomène : tragédie ;
- Polymnie : pantomime, rhétorique et chants religieux ;
- Terpsichore : danse et chant choral ;
- Thalie : comédie ;
- Uranie : astronomie et géométrie.

Ces activités artistiques sont toutes liées aux Lettres, aux langages musicaux ou gestuels, et non aux arts plastiques (architecture, peinture...). Ces considérations[Lesquelles ?] remontent à l'époque archaïque, à Homère, dans l'Iliade, implorant la « Muse » de l'« inspirer »[réf. nécessaire].
Au VIIIe siècle av. J.-C., Hésiode (dans Théogonie, 53-57 et 915-917) nous fait connaître leurs noms, mais c’est Platon (dans Ion) vers 401 av. J.-C., puis les néoplatoniciens, qui font des Muses les médiatrices entre le dieu et le poète ou tout créateur intellectuel.
Cette conception de l’art (le poète est possédé, transi par le dieu) est contestée par le classicisme de Nicolas Boileau, le mouvement de l’Art pour l’Art ou l’éloge de l’effort de Paul Valéry.

## Au Moyen Âge
Depuis le VIIIe siècle, la classification du savoir était différente (voir Alcuin), et on ne distinguait pas les arts des sciences.
A partir de la mise en forme des connaissances opérée par Capella, Cassiodore et Boèce, se justifie une division entre les arts dits libéraux et ceux dits mécaniques.
Les arts libéraux étaient au nombre de sept, classés en deux groupes :
- le trivium (les sciences du langage, mais correspondant plutôt à notre philosophie actuelle) : rhétorique, grammaire et dialectique
- le quadrivium (les sciences des nombres) : arithmétique, géométrie, astronomie et musique.

Les arts mécaniques (les activités manuelles) désignaient, outre les activités qui seront regroupées comme les Beaux-Arts (l’architecture, la sculpture, la peinture et l’orfèvrerie), toutes les activités qui transforment de la matière, celles qui relèvent des six corps des marchands (qui n'étaient pas de simples négociants, mais des fabricants) comme la draperie, l'épicerie dont relèvent les apothicaires, l'orfèvrerie ou la mercerie, ainsi que beaucoup d'autres qui relevaient d'autres catégories comme la sidérurgie, la verrerie ou la coutellerie.
Les disciplines qui ont en commun la transformation d’une matière tangible (celles des artisans et des artistes – les « artefices » opposés aux artista pratiquant les arts libéraux) sont alors rangées parmi les « arts serviles ». Cependant, Plotin au IIIe siècle (dans ses Ennéades, I, 6 et V, 8) fait une apologie de l’activité de l’artiste (ce mot signifiant alors « artisan ») et suit, au Moyen Âge, une certaine tradition reconnaissant à l’artiste la capacité de dépasser les seules réalités sensibles. La règle bénédictine termine de réévaluer les arts mécaniques en leur affectant un quart de l'emploi du temps de tous les moines et en les portant à un très haut degré de perfectionnement dont témoignent l'architecture, les vins ou les fromages français.
Hugues de Saint-Victor, au XIIe siècle, énumère les sept sciences mécaniques : filage, architecture, navigation, agriculture, chasse, médecine, théâtre.
Les nobles arts (activités propres à l'apprentissage et au perfectionnement des nobles) désignaient le maniement des armes, les arts martiaux, l'équitation, la chasse, les jeux nobles comme la paume, la danse, le cérémonial, la quintaine, la stratégie, les échecs...

## À la Renaissance
Pendant la Renaissance italienne, le mot Arte (pluriel Arti) désigne encore l’ensemble des gestes précis concernant une pratique maîtrisée (un métier) entre la science théorique et la pratique spontanée. Mais, avec la naissance de la notion d’artiste signant ses œuvres et reconnu comme tel, il prend le sens plus moderne de beaux-arts.
L’arte del disegno regroupe à cette époque les arts du volume (sculpture, architecture) et ceux de la surface (dessin, peinture, gravure), opposition que l’on retrouvera étymologiquement dans les expressions « arts plastiques » et « arts graphiques ». Le point commun de ces pratiques manuelles était alors l’action sur la matière.

## AuXVIIIesiècle

### Le système des beaux-arts selon Charles Batteux[5]
Dans son livre Les Beaux-arts réduits à un même principe de 1746, Charles Batteux propose de regrouper sous l'appellation de Beaux-Arts les arts imitateurs de la nature « mais qui ne la copie pas servilement ». L'art désigne alors une imitation « où on voit la nature non telle qu'elle est en elle-même, mais telle qu'elle peut être et telle qu'on peut la concevoir par l'esprit. » Il rejoint ici les topos de la théorie classique où l'esprit de l'artiste doit non pas simplement copier mais perfectionner la nature en ne la reproduisant qu'au travers de son imagination, qui sélectionne et compose son œuvre.
Ainsi dans ce texte Batteux retient quatre arts comme faisant partie du système des Beaux-Arts. Il pose ainsi les bases d'un principe commun des différents arts qui permettraient de les regrouper en dépit de leurs différences autour du concept unifié d'Art accordé à sa conception mimétique.

### Kant et ses trois arts
Emmanuel Kant, en 1790, propose de distinguer trois catégories d'art (d'après la synthèse de Dominique Chateau) :
- les bildenden Künste (dérivé du substantif Bild, signifiant « image », et du verbe bilden, qui signifie « former »), soit « les arts de l'expression des Idées dans l'intuition des sens[8] », comprenant la sculpture et l'architecture (die Plastik) ainsi que la peinture (Malerei) ;
- les redenden Künste, soit les arts de la parole, comprenant l'éloquence et la poésie ;
- le Kunst des schönen Spiels der Empfindungen, soit l'art du beau jeu des sensations, comprenant la musique et l'art des couleurs (Farbenkunst).

## AuXIXesiècle
Dès le XVIIIe siècle, on ne se contente plus de donner une liste des arts, mais on cherche à en élaborer un système théorique cohérent. C'est dans le prolongement de cette tradition que s'inscrivent les auteurs du XIXè siècle. 

### Hegel et ses cinq arts
Au début du XIXe siècle, Hegel, en s'inspirant de la théorie de l'art français du XVIIIe siècle (Charles Batteux essentiellement) propose dans ses cours d’esthétique donnés entre 1818 et 1829, de distinguer cinq arts. Il prend soin d'exclure de son système la danse et les jardins, souvent mentionnés à l'époque et opère ainsi une hiérarchie des arts avec d'un côté les arts dits majeurs et pouvant ayant droit à intégrer son système et de l'autre les arts mineurs qui en sont exclus jugés incapables d'accomplir la finalité de l'art, à savoir la perception sensible du Vrai. 
Les arts de son système qui prévaudra pour tout le XIXe siècle sont classés en fonction de deux critères : l’expressivité et la matérialité. Ainsi il organise une double échelle allant de l'art le moins expressif mais plus matériel à l'art le plus expressif mais le moins matériel. Cela donne :
1. l’architecture
2. la sculpture
3. la peinture
4. la musique
5. la poésie.

« Ces cinq arts forment le système déterminé et organisé des arts réels. En dehors d’eux, il existe, sans doute, encore d’autres arts, l’art des jardins, etc. Mais nous ne pourrons en parler que d’une manière occasionnelle. »

### Les cinq arts de Schopenhauer
La théorie de l'art de Schopenhauer aussi distingue cinq arts différents. 
Il les classe selon deux catégories : les arts de l'espace selon le modèle de l'architecture et les arts du temps selon le modèle de la musique. « Dans la série des arts que j'ai établie, l'architecture et la musique forment les deux extrêmes. [...] L'architecture n'existe que dans l'espace, sans aucun rapport avec le temps ; la musique n'existe que dans le temps, sans le moindre rapport avec l'espace. La seule analogie consiste en ce que le rythme est dans la musique, comme la symétrie en architecture, le principe d'ordre et de cohésion ; nouvelle confirmation de l'adage que les extrêmes se touchent. »

## AuXXesiècle

### Comment le cinéma est devenu le septième art
Bien que l'artialisation du cinéma qui s'est amorcée dès les années 1910 recouvre des enjeux théoriques, ceux-ci n'ont pas l'exclusivité de ce processus qui est aussi tributaire des institutions, de la critique, des ciné-clubs, du public et des politiques menées à son endroit. Cependant la consécration du cinéma comme septième art acte d'une décision théorique qui s'est imposée comme référence et modèle historique de classification des arts. 
Car c'est bien sur la théorie de l'art, qu'à l’orée du XXè siècle, contre ceux qui ne voient dans le cinéma qu'une industrie, une technique, ou un divertissement, tel la célèbre formule de George Duhamel en 1930 « C’est un divertissement d’ilotes, un passe-temps d’illettrés, un spectacle qui ne demande aucun effort [...] », qu'un certain nombre de discours visant à donner une légitimité artistique au cinéma entrent en conflit quant à la place qu'il convient de lui accorder au sein du système des Beaux-Arts ou à la nécessité du maintien de ce dit système.  
Ainsi le cinéma ne devient pas un art uniquement sous la pression des avant-gardes, ça n'est d'ailleurs pas leur théorie de l'art et du cinéma qui sera retenue, mais celle plus conventionnelle du système des Beaux-Arts de Canudo, il s'agit donc de dégager les conceptions de l'art mobilisées et d'évaluer les finalités théoriques de son artialisation.   
Des auteurs aussi divers que Sergei Eisenstein, Louis Delluc, ou encore Riciotto Canudo, proposent tous un système des arts qui leur est propre afin de pouvoir y intégrer le cinéma. Là où l'ensemble des avant-gardes, bien qu'en désaccord entre eux sur les fins et la nature du cinéma, cherchent à défendre un art nouveau, en rupture avec le système classique et traditionnel des arts.  
Deux voies peuvent ainsi être dégagées : celle classique qui fait du système traditionnel des Beaux-Arts et de leur classification la condition historique de l'artialisation du cinéma ; et l'autre, avant-gardiste, qui fait de l'artialisation du cinéma la condition d'une réforme et d'une modernisation de l'art. 
On peut donc dire que durant les années 1910, la théorie du cinéma est tout entière tournée vers la question : le cinéma est-il un art ? Et dans l'ensemble des réponses proposées, c'est celle de Riciotto Canudo, qui a été retenue au détriment de toutes les autres. 
En 1918, Louis Delluc propose de reconnaître le cinéma comme 5ème art.
En 1908, Riciotto Canudo propose d'abord de reconnaître le cinéma comme 6ème art, avant de le compter septième en 1919. C'est cette seconde formule qui sera retenue, d'abord en France, puis qui s'imposera comme celle de référence à l'étranger. Il propose l'année suivante d'en ajouter un 8ème art à son système : celui de la couleur en mouvement.
Désigner le cinéma comme 7ème art ne se fait qu'au cours d'un ambitieux projet théorique - que Canudo aura modifié, repris et complété au cours de plusieurs années - qui vise à articuler le système des Beaux-Arts de Batteux, la distinction des arts de l'espace et du temps de Schopenhauer, et l'idée de synthèse des arts et d'art total de Wagner. Il propose donc d'ajouter la danse comme 6ème art, afin d'obtenir un nombre pair d'arts, répartis équitablement entre les arts de l'espace et ceux du temps, et permettre ainsi au cinéma de devenir leur synthèse et le parachèvement de son système. Ainsi, l'ironie tient en ce que le cinéma qui était pensé comme l'art de la modernité n'est en fait devenu que l'aboutissement du système traditionnel des arts.
Sergei Eisenstein proposait, quant à lui, en 1922, alors qu'il n'avait que dix-huit ans, de le reconnaître comme 8ème art, ou plus exactement comme 8ème muse, chose étonnante puisqu'elles sont généralement au nombre de neuf, et qu'il est peu probable qu'Eisenstein ait eu connaissance d'une rare tradition du Moyen-Âge et de la Renaissance qui adaptait ce nombre aux sept arts libéraux ou aux sept tons des instruments de musique. Une incohérence qui selon Luc Vancheri ne peut être due à la méconnaissance de son auteur pourtant très érudit, mais à la simple provocation et au caractère outrancier d'Eisenstein. C'est d'ailleurs, parce que les muses sont traditionnellement neuf, que d'autres auteurs comme Aragon et Cocteau ont proposé dès 1919 de faire du cinéma la dixième du groupe.

### Souriau et ses sept arts
Après plusieurs tentatives et propositions voire querelles sur la classification des arts, Étienne Souriau a proposé sa classification qu'il voulait totale et générale dans son livre La Correspondance des arts, éléments d'esthétique comparée (1969), où il distingue sept classes d'art d’après leurs caractéristiques sensorielles (la saillie, la ligne, la couleur, la mélodie, le mouvement, la prononciation et la lumière). Chaque classe peut produire un art sur deux niveaux, représentatif/abstrait, c'est-à-dire : 
1. sculpture / architecture ;
2. dessin / arabesque ;
3. peinture représentative / peinture pure ;
4. musique dramatique ou descriptive / musique ;
5. pantomime / danse ;
6. littérature et poésie / prosodie pure ;
7. cinéma et lavis photo / éclairage projections lumineuses.

### Les classifications des arts après le 7ème
Toute classification qui ajoute des arts après le septième, ne fait aucunement l'unanimité des philosophes, historiens, théoriciens de l'art et chercheurs sur les questions d'esthétique. 
En effet, souvent d'autres médias furent ajoutés à la liste sans considération pour leur ancienneté : la radio, la télévision, la photographie, la bande dessinée — généralement plus spécifiquement qualifiée de neuvième art, tel que proposé par Claude Beylie en 1964 qui accordait à la télévision la place de 8e art — ou le jeu vidéo.
Aucune de ces classifications ne fait l'unanimité car la place de ces arts dans le système est changeante, non instituée, et que les arguments pour les intégrer ne prennent pas en considération l'évolution du système des Beaux-Arts.
Comme le remarque Jean-Luc Nancy avec le modèle de l'art contemporain, le statut de l'art a changé et n'est plus pensé à partir du système des Beaux-Arts : « il est devenu impossible de dénombrer les arts supplémentaires, vidéo, performance, body-art, installation, etc. : non parce que les espèces seraient trop nombreuses, mais parce que le décompte n'a pas de sens, si c'est l'art comme tel qui devient essentiellement multiple et même nombreux. »
Luc Vancheri quant à lui, rappelle dans son ouvrage Le cinéma ou le dernier des arts que la classification des arts n'a de sens qu'au sein du système des Beaux-Arts dont le cinéma s'il est reconnu 7ème depuis Canudo, ne l'est qu'en vertu de son parachèvement théorique. « Tout ce qui viendra après lui - radio, télévision, bande dessinée, etc. - se situe soit dans les marges d'un système épuisé qui n'a plus d'ambition théorique, soit en dehors d'une idée de l'art qui n'a plus le système pour principe. On pourra toujours prétendre ajouter aux Beaux-Arts tous les arts que l'on voudra, il n'en est aucun qui puisse sérieusement ajouter quelque chose au modèle poétique de son fondateur, Charles Batteux, ou à l'idéal esthétique de son continuateur allemand, Hegel, et sans doute personne pour y croire vraiment. Il n'y a ni huitième, ni neuvième, ni dixième art, le décompte des arts s'arrête à sept. Toute liste est vaine depuis longtemps, parce que le système des Beaux-Arts appartient définitivement au musée de la pensée esthétique. Quant à l'art contemporain, il a depuis longtemps cessé de s'y référer. [...] Il ne doit rien à la comptabilité artistique de Hegel et Schopenhauer. » 

### Les dix arts
- 1er art : l’architecture[19]
- 2e art : la sculpture[19]
- 3e art : les « arts visuels », qui regroupent la peinture, le dessin[19], la photographie[20], le graphisme, la gravure, le web design, et bien d’autres répertoriés ici
- 4e art : la musique[19]
- 5e art : la littérature, qui regroupe la poésie, les romans et tout ce qui se rattache à l'écriture[19]
- 6e art : les « arts de la scène », qui regroupent la danse[21], le théâtre[22], le mime et le cirque[réf. nécessaire]
- 7e art : le cinéma (dans lequel on inclut de manière générale le long-métrage et le court-métrage, mais aussi d'autres œuvres audiovisuelles comme les séries télévisées et téléfilms dont les exigences dans la mise en scène et le scénario se rapprochent de celles du cinéma au sens strict)
- 8e art : les « arts médiatiques », qui regroupent la radio et la télévision[23]
- 9e art : la bande dessinée[23]
- 10e art : les jeux vidéo[24] et le multimédia[23]

#### 8eart: les arts médiatiques (radio, télévision)
Hans Hartje décrit la radio, en la qualifiant d’art et d’essais, comme un 8e art dans un livre très laudatif. Déjà en 1938, Victor Keppler publiait A Life of Color Photography: The Eighth Art et en 1941, Roger Clausse publiait La Radio, huitième art.
La télévision est aussi considérée comme le 8e art. En 1961, le prince Rainier de Monaco crée une manifestation consacrée, selon ses dires, uniquement au 8e art, le Festival de télévision de Monte-Carlo. Un éditeur spécialisé dans ce média porte le nom Huitième Art, il publie nombre de livres sur des émissions ou feuilletons culte de la télévision.
Certains auteurs, principalement canadiens, font une synthèse de ces trois arts sous le nom d’« arts médiatiques » (arts dont le fonctionnement fait appel à un composant technologique). 
Il existe à Montréal le Centre OBORO englobant les arts visuels et les arts médiatiques.

#### 9eart: la bande dessinée et la gastronomie
Quarante ans après le cinéma, le même processus se répète. Le critique Claude Beylie qualifie ainsi la bande dessinée de « neuvième art » dans une série d'articles publiée dans Lettres et médecins début 1964,. À partir de décembre 1964, Morris et Pierre Vankeer utilisent également l'expression pour une série d'articles consacrées au patrimoine de la bande dessinée occidentale publié dans l'hebdomadaire jeunesse Spirou : 9e Art : Musée de la bande dessinée,. L'expression est définitivement popularisée en 1971 par le critique Francis Lacassin avec son essai Pour un neuvième art, la bande dessinée,.
En octobre 2022, Benoît Peeters, écrivain, scénariste de bande dessinée et titulaire de la chaire de création artistique du Collège de France (2022-2023), prononce sa leçon inaugurale sur le thème de la poétique de la bande dessinée.
Tout au courant du XXe siècle, la gastronomie, fut définie comme 9e art,.

#### 10eart: les jeux vidéo
En novembre 2012 le Museum of Modern Art  à New York (MoMA) décide d'intégrer 14 jeux vidéo à sa collection d’œuvres d'art. De même, depuis 2011, la Cour suprême des États-Unis reconnaît officiellement les jeux vidéo comme un art.
En France, c'est depuis 2006 que le ministère de la Culture reconnaît les jeux vidéo comme une forme d'expression artistique et demande qu'elle soit considérée en tant que telle bien que l'idée ne soit pas communément admise.
La désignation « 10e art » a aussi été revendiquée pour les arts numériques en général : infographie, web design et les jeux vidéo.

#### 11eart?
Il n’y a pas de consensus sur la désignation d’un 11e art actuellement, cependant, diverses activités artistiques ou ludiques sont revendiquées avec ce titre, dont notamment la performance artistique, le jeu de rôle, le modélisme (et par extension, ce qui tourne autour du maquettisme), l’art culinaire et la gastronomie[réf. nécessaire], l'art de la table, le graphisme ou arts graphiques[réf. nécessaire], la calligraphie[réf. nécessaire], la parfumerie, l'aménagement des parcs et jardins, l'humour, l'origami, le tatouage, la mode, l'illusionnisme, l'art de la marionnette, etc. 
Cependant, certains peuvent être regroupés dans des arts déjà existants : 
- la calligraphie et le tatouage dans les arts visuels ;
- le jeu de rôle, l'humour, la prestidigitation, la marionnette, dans les arts de la scène ;
- l'origami, le modélisme dans la sculpture ;
- le graphisme dans les arts visuels ou les arts numériques.

Il resterait donc trois grands arts :
- les arts culinaires et arts de la table ;
- la mode et la parfumerie ;
- l'art floral et l'aménagement des parcs et jardins ;

La performance artistique étant le mélange de différents arts.

### Art audiovisuel
L'art audiovisuel regroupe les pratiques artistiques de l'audiovisuel : diaporama, cinéma expérimental, art vidéo, mapping vidéo, vidéo-jockey, etc.[réf. souhaitée]

### Arts olfactifs
Ces classifications sont toutes limitées aux formes classiques, picturales, plastiques ou musicales, liées à la vision, au toucher, à l'audition, au sens de l'équilibre. Elles méconnaissent au moins deux sens humains qui portent une expression esthétique ancestrale, les sens chimiques, olfaction et gustation.  
Elles ignorent par exemple la création parfumée, l'esthétique odorante, l'abstraction olfactive, les formes olfactives, la manipulation de l'humeur par des odeurs. Pourtant, du parfum, on peut en raconter l'histoire, ou en apprendre les fondements développés par un grand artiste du XXe siècle, Edmond Roudnitska, compositeur de parfums.